# Ruitsporig kaalkopje
Het ruitsporig kaalkopje (Deconica phyllogena, synoniem: Psilocybe phyllogena) is een schimmel behorend tot de familie Strophariaceae. Hij leeft saprotroof, op houtresten, zaagsel, soms ook blad, van loofbomen, zoals Fagus. Deze schimmel komt voor in loofbossen en parken op zand- en kleibodem.

## Kenmerken

### Uiterlijke kenmerken
Hoed
De hoed heeft een diameter van 5 tot 20 mm. De hoed is hygrofaan. De kleur is bruin-oker en bij droogte crème-beige. De hoedrand is mat en gestreept. 
Lamellen
De lamellen staan uit elkaar en zijn adnate tot decurrent aangehecht. De lamellen zijn crème dan paarsachtig grijsbruin met een gematteerde rand. 
Steel
De steel is 20 tot 40 mm. De vorm is cilindrisch, vezelig en de kleur is roodbruin wit.
Geur en smaak
De geur is zwak en de smaak is bitter.

### Microscopische kenmerken
De sporen zijn bruin-violet en meten 6-7 × 4-5 µm. Cheilocystidia zijn fusiform tot lageniform.

## Verspreiding
In Nederland komt het ruitsporig kaalkopje vrij zeldzaam voor. Het staat niet op de rode lijst en is niet bedreigd .